# ویکتوریا راول
ویکتوریا راوِل (انگلیسی: Victoria Rowell؛ زادهٔ ۱۰ مهٔ ۱۹۵۹) هنرپیشه اهل ایالات متحده آمریکا است. وی از سال ۱۹۸۷ میلادی تاکنون مشغول فعالیت بوده‌است.
از فیلم‌ها و مجموعه‌های تلویزیونی‌ای که وی در آن نقش داشته‌است، می‌توان به احمق و احمق‌تر، نظم و قانون: واحد قربانیان ویژه، خانه شجاعان و جنتلمن برجسته اشاره کرد.